# Rhipsalis sulcata
Rhipsalis sulcata  es una especie de planta fanerógama de la familia Cactaceae. Es endémica de Espírito Santo en Brasil. Su hábitat natural son los bosques de tierras bajas húmedas tropicales o subtropicales y áreas rocosas. Está tratada en peligro de extinción por pérdida de hábitat. Es una especie rara en la vida silvestre.
Es una planta perenne carnosa con hojas aplanadas  y  con las flores de color blanco.

## Fuente
- Taylor, N.P. 2002.  Rhipsalis sulcata.   2006 IUCN Lista Roja de Especies Amenazadas; 23 ago 2007